# Fornitura di grano per l'antica Attica

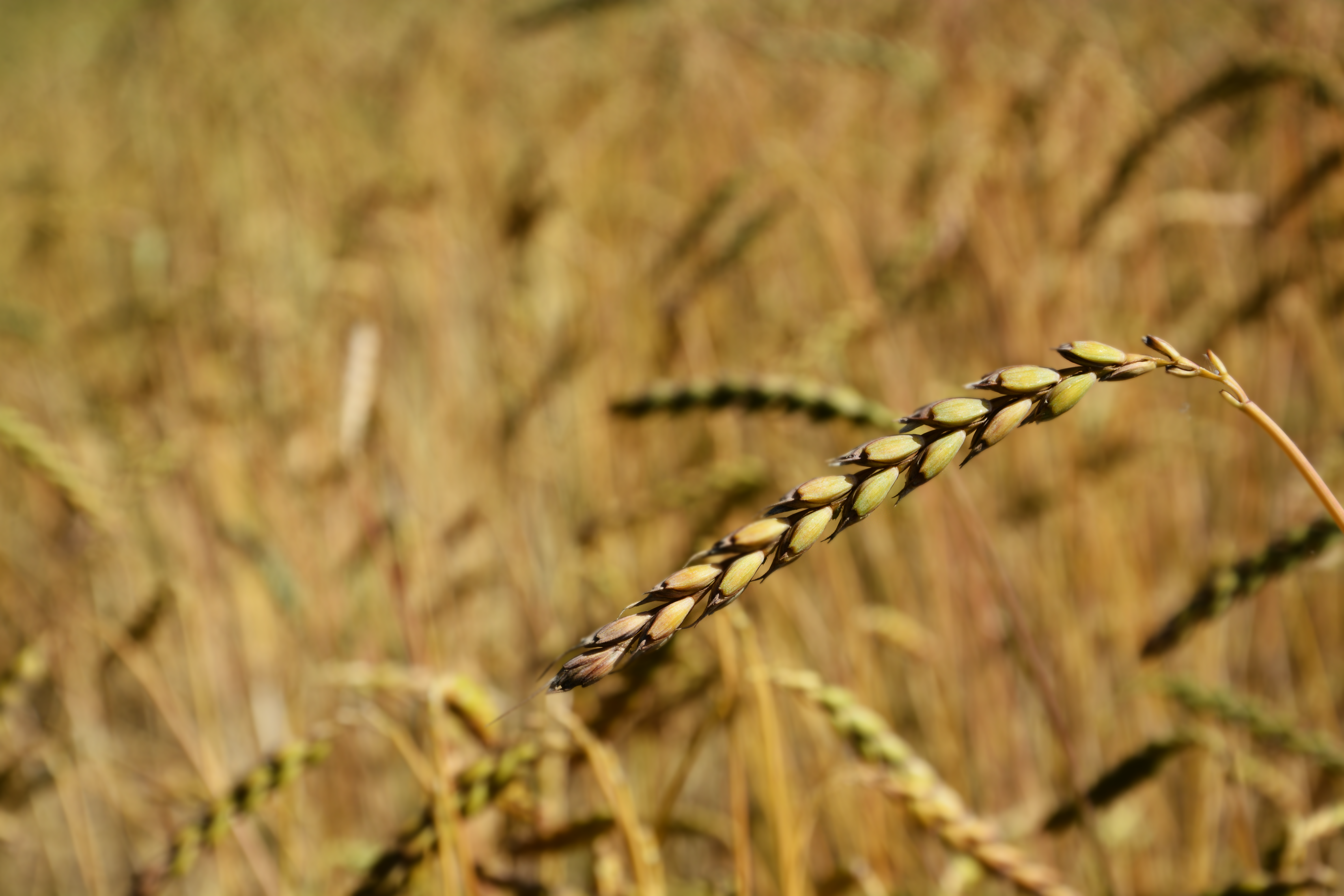
I cereali erano alla base dell'alimentazione nell'antica Grecia

La fornitura di grano per l'antica Attica rivestiva un ruolo fondamentale nell'approvvigionamento della regione dell'antica Atene, molto popolosa e con pochi territori adatti alla coltivazione dei cereali, alimento alla base della nutrizione.

## Descrizione
Il terreno dell'Attica era favorevole alla produzione di fichi, olive e uva ma non era molto adatto alla coltivazione del frumento; nel periodo di massimo splendore di Atene, d'altro canto, la popolazione era molto numerosa – 135000 uomini liberi e 365000 schiavi secondo la stima di Böckh –, cosicché divenne necessario importare grano dall'esterno per la sua sussistenza.
La regione, che si estendeva su una superficie di 64 000 stadi, produceva annualmente circa 2400000 medimni di cereali, soprattutto orzo. Il consumo di tutta la popolazione era di circa 3400000medimni, e quindi ne veniva importato almeno un milione. Il grano proveniva da zone che si affacciavano sul mar Nero, più in particolare dal Bosforo Cimmerio e dal Chersoneso Tracico, ma anche da Siria, Egitto, Libia, Cipro, Rodi, Sicilia ed Eubea.
La grande necessità di cibo rese gli Ateniesi molto preoccupati di garantire un rifornimento abbondante e gli strateghi presero ogni precauzione a tale scopo. Il demo di Sunio fu fortificato in modo che le navi che trasportavano le granaglie potessero navigare tranquillamente attorno al promontorio. Talvolta furono impiegate anche navi da guerra quando non c'erano minacce da parte dei nemici Mentre Pollide, ammiraglio spartano, era di stanza nel 376 a.C. con la sua flotta al largo di Egina, gli Ateniesi si armarono in fretta e, sotto il comando di Cabria, gli diedero battaglia in modo da permettere alle navi con i cereali di raggiungere tranquillamente il Pireo.
Quando Filippo II di Macedonia attaccò Bisanzio il suo scopo era controllare l'ingresso al mar Nero in modo da tenere sotto scacco la fornitura di grano per Atene; l'oratore Demostene, quindi, si sforzò molto per portare dalla parte ateniese gli abitanti di quella città.
L'importanza della fornitura di grano per gli Ateniesi promosse lo sviluppo di un efficiente sistema commerciale con tanto di equilibrio dei prezzi nelle varie zone in base alla disponibilità. Il commercio era regolato dal governo, che spesso era poco lungimirante e molto avido; la legislazione ateniese puniva gli speculatori, proibiva l'esportazione e vietava di consegnare il grano importato in qualsiasi altro porto dell'Attica fuorché quello di Atene. Nessuno poteva prestare denaro a una nave senza che essa avesse promesso di tornare con del grano; se un cittadino avesse contravvenuto a questa legge, sarebbe stato perseguibile penalmente, l'accordo commerciale sarebbe stato dichiarato nullo e l'imprenditore avrebbe perso la sua somma di denaro.
I magistrati che si occupavano del controllo dell'osservanza di queste leggi erano gli epimeleti, che controllavano severamente la vendita del grano sul mercato e gli affari dei mercanti. Gli accordi illegali per comperare molto grano per poi venderlo a caro prezzo erano puniti con la morte: era infatti illegale acquistare più di cinquanta cesti di grano alla volta (circa un medimno). I magistrati che presiedevano alle attività di vendita del grano erano i sitophylakes. Nonostante ciò, le leggi venivano di frequente eluse per avere maggiori guadagni.
Il controllo statale sul commercio, quindi, era molto grande e, talvolta, l'accusa di non rispettare le leggi sul grano poteva essere usata come pretesto per sbarazzarsi facilmente di qualche nemico politico attraverso la pena di morte.
Nonostante le numerose misure prese per garantire un costante approvvigionamento di grano, tuttavia, erano frequenti ad Atene periodi di scarsità di cibo dovuti a cattivi raccolti, guerre o altre cause accidentali. Per far fronte ad improvvisi cali della fornitura di grano vennero allestiti grandi granai pubblici, come per esempio all'Odeon, al Pompeion, al Portico lungo e presso i cantieri navali del Pireo.
Per regolare la fornitura e le vendite venivano nominati dei magistrati chiamati sitoni. Gli apodecti erano altri funzionari incaricati di ricevere i cereali, misurarli e distribuirli in modo adeguato. Talvolta anche dei cittadini privati potevano acquistare grandi quantità di grano per poi venderlo ad un prezzo moderato oppure distribuirlo gratuitamente.
Il grano era così importante che spesso Atene ricevette granaglie come omaggio da parte di re e principi: Leucone, re del Bosforo, inviò un grande regalo per il quale, per decreto del popolo, ottenne l'eliminazione del dazio doganale per i suoi prodotti. Sappiamo di regali di questo tipo anche da parte di Psammetico, un principe egiziano, Demetrio, Spartoco, re del Bosforo e Tito Pomponio Attico, cittadino romano.